# Epatosplenomegalia
Con epatosplenomegalia si intende l'aumento di volume del fegato e della milza.
L'ingrossamento della milza (splenico) si realizza spesso successivamente a quello epatico a causa di una ipertensione portale, ovvero l'aumentata pressione che viene a crearsi nella vena porta, situata a monte del fegato e a valle della milza. Le aumentate resistenze al deflusso di sangue splenico fanno sì che l'organo si ingrandisca e divenga palpabile.

## Cause di epatosplenomegalia
- Epatite virale[3][4][5][6]
- Cirrosi epatica[7]
- Beta-talassemia[8]
- Malaria[9]
- Disordini metabolici (tesaurismosi)[10]
- Disordini e tumori del sistema emolinfopoietico[11][12][13]
- Congestione venosa epatica (fegato da stasi)
- Malattie genetiche (lisosomiali generalmente)
- Sifilide congenita[14][15]